# Hesperapis pellucida
Hesperapis pellucida är en biart som beskrevs av Cockerell 1925. Hesperapis pellucida ingår i släktet Hesperapis och familjen sommarbin. Inga underarter finns listade i Catalogue of Life.